# Катя Динева
Катя Христова Динева (6 октомври 1929 – 9 април 2011) е българска актриса.

## Биография
Родена е на 6 октомври 1929 г. във Варна, в семейството на актьора Христо Динев от Пътеле и Евгения Стоянова от Палеор. Учи актьорско майсторство във ВИТИЗ „Кръстю Сарафов", заедно с Коста Цонев, Георги Калоянчев и Рангел Вълчанов, в класа на Стефан Сърчаджиев, което завършва през 1952 г. Дебютира с ролята на Целия в постановката „Както ви харесва“ от Шекспир. Играе на сцените на театрите в Бургас (1952 – 1953 г.), Варна (1953 – 1957 г. и 1958 – 1991 г.) и Русе (1957 – 1958 г.). Като името ѝ се свързва с Драматичния театър „Стоян Бъчваров“ във Варна.
Умира във Варна на 9 април 2011 г.

## Отличия и награди
- Народен артист;
- лауреат е на „Димитровска награда“;
- носител е на „Награда Варна“;
- носител е на „Почетния знак на кмета на Варна“;
- носител е на „Златна маска“ от Драматичния театър „Стоян Бъчваров“ във Варна.[1]

## Роли
Катя Динева изиграва над 100 театрални роли, по-известните от тях са:
- Баронеса Щрал – „Маскарад" от Михаил Ю. Лермонтов
- Луиза – „Коварство и любов“ от Фридрих Шилер;
- Гитъл Моска – „Двама на люлката" от Уилям Гибсън
- Елка – „Гераците“ от Елин Пелин
- Мариола – „Татул" от Георги Караславов
- Жадов – „Доходно място“ от Александър Островски.[3]
- Нина – „Жени с минало" от Димитър Димов
- Лора – „Между два изстрела" от Първан Стефанов и Надежда Драгова
- Илуминада – „Голямата печалба" от Ектор Кинтеро

ТВ Театър
- „Прокурорът“ (1987) (Георги Джагаров)
- „Доходно място“ (1982) (Александър Островски)
- „Милият лъжец“ (1981) (Джером Килти)
- „Неспокойна старост“ (Леонид Рахманов) (1978)

## Филмография
- Другият наш възможен живот (2005) – майката на Люба
- Рапсодия в бяло (2002) – старица в старчески дом
- Нощем по покривите (2-сер. тв, 1987) – майката на Боян
- Военно положение (1986) – мадам Стефания Панич
- Магията (тв, 1986)[6] – бабата,  съпругата на бай Илия
- Горски хора (1985) – Гаврилова
- Ако те има (1983)
- Една жена на 33 (1982) – Надето
- Фаталната запетая (1979)
- Компарсита (1978)
- Катина (1976)
- Къщи без огради (1974)
- Дъщерите на началника (2-сер. тв, 1973) – Драганова
- Последната дума (1973)
- Обич (1972) – майката на Мария
- На всеки километър (26-сер. тв, 1969 – 1971) – (в XXIV серия)
- Утро над родината (1951) – Цвята